# Seznam vladarjev Moldavije
To je seznam vladarjev Moldavije od prve omembe srednjeveške države vzhodno od Karpatov do njene razpustitve leta 1862, ko se je združila z Vlaško, drugo Podonavsko kneževino, da bi oblikovala sodobno državo Romunijo.

## Seznam

### Moldavski knezi

#### Rodbina Bogdan-Mušat
| Portret | Vladar    | vladanje          | Opombe |
| ------- | --------- | ----------------- | --- |
|         | Dragoš I. | ok. 1347–ok. 1354 | Opisan kot zgodnji vladar Moldavije, ki je bil tja poslan kot predstavnik madžarskega kralja Ludvika I., da bi vzpostavil obrambno linijo proti Zlati hordi. |
|         | Sas       | ok. 1354–ok. 1363 | sin Dragoša |
|         | Balc      | ok.               | sin Sasa |

#### Rodbina Bogdan-Mušat, s posegi Besarabskih dinastij  (linije Drăculeşti ) in Movilești
| Portret | Vladar                                                                     | Vladanje                                                                                              | Soproga | Opombe |
| ------- | -------------------------------------------------------------------------- | --- | --- | --- |
|         | Bogdan I. Moldavski - ustanovitelj                                         | ok. 1359–1367                                                                                         | Marija trije otroci | Odstavil Sasa |
|         | Peter I.                                                                   | 1367 – julij 1368                                                                                     | Neporočen | Vnuk Bogdana I., o njegovi vladavini ni soglasja med modernimi zgodovinarji. |
|         | Lacko (Ladislav)                                                           | julij 1368 – 1375                                                                                     | Ana pred 1372 en otrok | Sin Bogdana I., odstavil Petra I. |
|         | Peter II.                                                                  | 1375 – december 1391                                                                                  | Sofija Litvanska 1387 brez otrok Olga Mazovska 1388 brez otrok | Sin Kostje in Margarete; večkrat omenjen kot Peter I. Mușat |
|         | Roman I.                                                                   | december 1391 – marec 1394                                                                            | Anastasija trije otroci | Brat predhodnika. |
|         | Štefan I.                                                                  | marec 1394 – 28 november 1399                                                                         | Neporočen | Sin Romana I. |
|         | Jurij                                                                      | 28 november 1399 – 29 junij 1400                                                                      | Neporočen | Sin Romana I., odstavljen ob intervenciji Mircea I. Vlaškega |
|         | Aleksander I. Moldavski (Dobri)                                            | 29. junij 1400 – 1. januar 1432                                                                       | Margareta iz Losoncz 1394 dvoje otrok Ana Neacsa Podolska 1405 trije otroci Ringala Litvanska 1419 (ločen 13. decembra 1421) brez otrok Marina Bratul 1421 trije otroci             | Sin Romana I., ustoličil Mircea I. Vlaški |
|         | Ilijaš I.                                                                  | 1. januar 1432 – oktober 1433 4. avgust 1435 – maj 1443                                               | Marija Olshanki Litvanska 23. oktober 1425 trije otroci | Sin Aleksandra I.; odstavljen od Štefana II. |
|         | Štefan II.                                                                 | oktober 1433 – 13. julij 1447                                                                         | Neporočen | Nezakonski sin Aleksandra I.; dejanski vladar šele od septembra 1434. |
|         | Peter III.                                                                 | maj 1444 – 1445 22. avgust – 23. december 1447 5. april – 10. oktober 1448                            | Sestra (neznano ime) Jánosa Hunyadi-ja pred 1445 brez otrok | Najprej je bil pod vladavino Štefana II., nato pa leta 1447 vladal sam neodvisno. |
|         | Roman II.                                                                  | 13. julij – 22. avgust 1447 23. december 1447 – odst. 25. februar/5. april 1448                       | Neporočen | sin Ilijaša; 1. vladavina |
|         | Čupor iz Monoszló (Ciubăr Vodă)                                            | 10. oktober – december 1448                                                                           | Neznano | Ne-dinastičen ozurpator. Rojen na Hrvaškem, bil je madžarski plemič, poveljnik vojske Janoša Hunyadi-ja. Poslan je bil v pomoč Petru III., da bi odstavil njegovega brata Romana, vendar je Peter nenadoma umrl dva meseca kasneje. Čupor je prevzel prestol. Njegovo ime v direktnem prevodu Vojvoda kopališča je omenjal zgodovinar Grigore Ureche. |
|         | Aleksanderček                                                              | december 1448 – 12. januar 1449 24. februar 1452 – 22. avgust 1454 8. februar – 25. marec 1455        | Neporočen | Sin Ilijaša I. |
|         | Bogdan II.                                                                 | 12. januar 1449 – 15. oktober 1451                                                                    | Oltea pred 1433 šest otrok | Nečak Aleksandra I. |
|         | Peter III. Aaron                                                           | 15. oktober 1451 – 24. februar 1452 22. avgust 1454 – 8. februar 1455 25. marec 1455 – 12. april 1457 | Neznano pred 1455 eden otrok | Nezakonski sin Aleksandra I. |
|         | Štefan III. Veliki                                                         | 12. april 1457 – 2. julij 1504                                                                        | Evdokija Olelkovna Litvanska 5. julij 1463 Suceava trije otroci Marija Asanina Palajologina Gotska 14. september 1472 Suceava štirje otroci Marija Vojčica Vlaška 1478 trije otroci | Sin Bogdana II. Za časa njegove vladavine je Moldavija dosegla svoj zenit. |
|         | Bogdan III. "Enooki"                                                       | 2. julij 1504 – 22. april 1517                                                                        | Anastasija 1510 brez otrok Ruksandra Vlaška 21. julij 1513 brez otrok | sin Štefana III. Velikega; |
|         | Regentstvo Luke Arborejskega, gradiščana v Suceavi (22. april 1517 – 1523) | Regentstvo Luke Arborejskega, gradiščana v Suceavi (22. april 1517 – 1523)                            | Regentstvo Luke Arborejskega, gradiščana v Suceavi (22. april 1517 – 1523) | Sin Bogdana III.; tudi imenovan Štefanica. |
|         | Štefan IV. Mlajši                                                          | 22. april 1517 – 14. januar 1527                                                                      | Stana Vlaška 1524 brez otrok | Sin Bogdana III.; tudi imenovan Štefanica. |
|         | Peter IV. Rareš                                                            | 14. januar 1527 – 14. september 1538 9/16. februar 1541 – 2/3. september 1546                         | Marija pred 1529 štirje otroci Elena Srbska 1530 štirje otroci | Nezakonski sin Štefana III. Velikega. |
|         | Štefan V. "Locust"                                                         | 21. september 1538 – 20. december 1540                                                                | Kiajna pred 1540 dva otroka | Vnuk Štefana III. Velikega. |
|         | Aleksander Kornej Hudič                                                    | 21. december 1540 – 9/16. februar 1541                                                                | Neporočen | Sin Bogdana III. |
|         | Regentka Elena Srbska (2/3. september 1546 - 30. maj 1551)                 | Regentka Elena Srbska (2/3. september 1546 - 30. maj 1551)                                            | Regentka Elena Srbska (2/3. september 1546 - 30. maj 1551) | Prvi sin Petra Rareša. Odstavljen in končno spreobrnjen v Islam. |
|         | Ilija II. Rareš                                                            | 2 ali 3. september 1546 – 30. maj 1551                                                                | (poročen z več ženskami kot musliman) | Prvi sin Petra Rareša. Odstavljen in končno spreobrnjen v Islam. |
|         | Regentka Elena Srbska (30. maj 1551 – 1. september 1552)                   | Regentka Elena Srbska (30. maj 1551 – 1. september 1552)                                              | Regentka Elena Srbska (30. maj 1551 – 1. september 1552) | Drugi sin Petra Rareša je poskušal vzpostaviti zavezništvo z Ogrsko; končal pa je kot žrtev uboja s strani njegovih bojarjev, za kratek čas ga je nasledila njegova mati, ki so jo zadavili v naslednjem letu. |
|         | Štefan VI. Rareš                                                           | 30. maj 1551 – 1. september 1552                                                                      | Neporočen | Drugi sin Petra Rareša je poskušal vzpostaviti zavezništvo z Ogrsko; končal pa je kot žrtev uboja s strani njegovih bojarjev, za kratek čas ga je nasledila njegova mati, ki so jo zadavili v naslednjem letu. |
|         | Ivan Joldea                                                                | odst. 4/12. september 1552                                                                            | Neporočen | Ne-dinastičen vladar. Vladal 2 ali 3 dni leta 1552. |
|         | Aleksander IV. Lăpușneanu                                                  | 12. september 1552 – 30. november 1561 10. marec 1564 – 9. marec 1568                                 | Ruksandra Moldavska januar 1556 štirinajst otrok | Sin Bogdana III., brat Štefana IV. |
|         | Ivan Jakob Heraklid                                                        | 18. november 1561 – 9. november 1563                                                                  | Nezakonska hči Mircea IV. Vlaškega brez otrok | Despot Vojvoda (Vodă), ne-dinastičen. Neuspešno je poskušal uvesti Luteranstvo v Moldavijo. |
|         | Štefan Tomša                                                               | 9. avgust 1563 – odst. 20. februar/10. marec 1564                                                     | Neznana žena vsaj dva otroka | Ne-dinastičen. Prišel na oblast po uporu bojarjev, ki so odstavili Ivana Jakoba Heraklida. |
|         | Regentka Ruksandra Moldavska (9. marec 1568 – november 1570)               | Regentka Ruksandra Moldavska (9. marec 1568 – november 1570)                                          | Regentka Ruksandra Moldavska (9. marec 1568 – november 1570) | Sin Aleksandra IV. Lăpușneana. |
|         | Bogdan IV.                                                                 | 9. marec 1568 – 15. februar 1572                                                                      | Princeza iz rodbine Paniczewsk 1571 en otrok | Sin Aleksandra IV. Lăpușneana. |
|         | Ivan III. Grozni                                                           | 15. februar 1572 – 11. junij 1574                                                                     | Marija Semyonovna Rostovska 1552 Moskva dva otroka | Sin Štefana IV.; tudi imenovan cel Viteaz (Pogumni). |

| Portret | Vladar                                                                                       | Vladavina                                                                                            | Družina                                                                                      | Opombe                                                                                       |
| ------- | -------------------------------------------------------------------------------------------- | --- | -------------------------------------------------------------------------------------------- | -------------------------------------------------------------------------------------------- |
|         | Peter V. Hromi                                                                               | junij 1574 – 23. november 1577 1. januar 1578 – 21. november 1579 17. oktober 1582 – 29. avgust 1591 | Drăculești                                                                                   |                                                                                              |
|         | Ivan Pidkova                                                                                 | november–december 1577                                                                               |                                                                                              | Ne-dinastičen. Hetman v Ukrajini (1577-78), imenovan tudi Nicoară Potcoavă ali Ivan Sarpega. |
|         | Ivan II. "Saksonski"                                                                         | 21. november 1579 – september 1582                                                                   | Bogdan-Mușat                                                                                 | Nezakonski sin Petra Rareša                                                                  |
|         | Aaron Tiran                                                                                  | september 1591 – junij 1592 oktober 1592 – 4. maj 1595                                               | Bogdan-Mușat                                                                                 | sin Aleksandra Lăpușneana; prva vladavina                                                    |
|         | Aleksander III. Slabi                                                                        | junij – avgust 1592                                                                                  | Bogdan-Mușat                                                                                 | sin Bogdana IV.; vladal tudi Vlaški (1592–1593)                                              |
|         | Peter VI. Kozak                                                                              | 1592                                                                                                 | Bogdan-Mușat                                                                                 | sin Aleksandra IV. Lăpușneana                                                                |
|         | Štefan Răzvan                                                                                | 1595                                                                                                 |                                                                                              | Ne-dinastičen.                                                                               |
|         | Jeremija Movilă                                                                              | avgust 1595 – maj 1600 september 1600 – 10. julij 1606                                               | Movilești                                                                                    | vnuk Petra Rareša; prva vladavina                                                            |
|         | Mihael Hrabri                                                                                | 1600                                                                                                 | Drăculești                                                                                   | Vladal tudi Vlaški (1593–1600) in Transilvaniji (1599–1600)                                  |
|         | Simion Movilă                                                                                | julij 1606 – 14. september 1607                                                                      | Movilești                                                                                    | brat Jeremije Movilă                                                                         |
|         | Mihail Movilă                                                                                | 24. september – oktober 1607 november – december 1607                                                | Movileşti                                                                                    | sin Jeremije Movilă; prva vladavina                                                          |
|         | Regentka Elizabeta Csomortany iz Losoncz (Oktober 1607 in december 1607 – 20. november 1611) | Regentka Elizabeta Csomortany iz Losoncz (Oktober 1607 in december 1607 – 20. november 1611)         | Regentka Elizabeta Csomortany iz Losoncz (Oktober 1607 in december 1607 – 20. november 1611) | Sin Jeremije Movilă.                                                                         |
|         | Konstantin Movilă                                                                            | oktober 1607 december 1607 – 20. november 1611                                                       | Movilești                                                                                    | Sin Jeremije Movilă.                                                                         |
|         | Štefan Tomša II.                                                                             | 20. november 1611 – 22. november 1615 september 1621 – avgust 1623                                   |                                                                                              | Ne-dinastičen. Morda sorodnik Štefana Tomše I.                                               |
|         | Regentka Elizabeta Csomortany iz Losoncz (22. november 1615 – 2. avgust 1616)                | |                                                                                              |                                                                                              |
|         | Aleksander Movilă                                                                            | 22. november 1615 – 2. avgust 1616                                                                   | Movilești                                                                                    |                                                                                              |
|         | Radu Mihnea                                                                                  | 2. avgust 1616 – 9. februar 1619 4. avgust 1623 – 13. januar 1626                                    | Drăculești                                                                                   |                                                                                              |
|         | Gašpar Graziani                                                                              | 9. februar 1619 – 29. september 1620                                                                 |                                                                                              | Ne-dinastičen.                                                                               |
|         | Aleksander IV. Ilijaš                                                                        | 29. september 1620 – oktober 1621 5. december 1631 – april 1633                                      | Bogdan-Mușat                                                                                 | Nečak Petra VI., Arona in Bogdana IV.                                                        |
|         | Miron Barnovski-Movilă                                                                       | 13. januar 1626 – julij 1629 april – 2. julij 1633                                                   | Movilești                                                                                    |                                                                                              |
|         | Aleksander "Otrok"                                                                           | julij 1629 – 29. april 1630                                                                          | Drăculești                                                                                   |                                                                                              |
|         | Mojzes Movilă                                                                                | 28. april 1630 – november 1631 2. julij 1633 – april 1634                                            | Movilești                                                                                    |                                                                                              |
|         | Vasilij Lupu                                                                                 | april 1634 - 13. april 1653 8. maj – 16. julij 1653                                                  |                                                                                              | Ne-dinastičen                                                                                |
|         | Jurij Štefan                                                                                 | 13. april – 8. maj 1653 16. julij 1653 – 13. marec 1658                                              |                                                                                              | Ne-dinastičen                                                                                |

### Predfanariotsko obdobje
Otomanski vpliv na volitve moldavskih vladarjev narašča od sredine 17. stoletja naprej. Od leta 1659 so izvoljeni vladarji večinoma potomci grških družin in vedno manj povezani s prvotno moldavsko vladajočo rodbino. Proces je dosegel višek z imenovanim fanariotskim obdobjem (1715-1859), kjer med vladarji že ni bilo povezave (ali pa zelo oddaljene) z dinastijo Bogdan-Musat.

#### Različne dinastije
| Portret | Vladar                 | Vladavina                     | Rodbina      | Opombe                                                                              |
| ------- | ---------------------- | ----------------------------- | ------------ | ----------------------------------------------------------------------------------- |
|         | Jurij Gika             | 1658–1659                     | Gika         |                                                                                     |
|         | Konstantin Șerban      | 1659 1661                     |              |                                                                                     |
|         | Štefan Lupu            | 1659–1661 1661                |              | imenovan tudi Papură-Vodă (Bullrush Voivode); prva vladavina                        |
|         | Evstratij Dabija       | 1661–1665                     |              |                                                                                     |
|         | Jurij Duka             | 1665–1666 1668–1672 1678–1683 |              |                                                                                     |
|         | Ilijaš Aleksander      | 1666–1668                     | Bogdan-Mușat | Zadnji član iz rodbine Bogdan-Mușat, ki je vladala v Moldaviji; sin Aleksandra VII. |
|         | Štefan Petriceicu      | 1672–1673 1673–1674 1683–1684 |              | prva vladavina                                                                      |
|         | Dumitrašku Kantakuzino | 1673 1674–1675 1684–1685      | Kantakuzene  | prva vladavina                                                                      |
|         | Antonij Ruset          | 1675–1678                     | Rosetti      |                                                                                     |
|         | Konstantin Kantemir    | 1685–1693                     | Kantemirești |                                                                                     |
|         | Dimitrij Kantemir      | 1693 1710–1711                | Kantemirești | prva vladavina; odstavljen od Otomanov                                              |
|         | Konstantin Duka        | 1693–1695 1700–1703           |              |                                                                                     |
|         | Antioh Kantemir        | 1695–1700 1705–1707           | Kantemirești | prva vladavina                                                                      |
|         | Komornik Ivan Buhuš    | 1703 1709–1710                |              |                                                                                     |
|         | Mihaj Racoviță         | 1703–1705 1707–1709 1715–1726 | Racoviță     |                                                                                     |
|         | Nicolaj Mavrokordat    | 1709–1710 1711–1715           | Mavrocordato | prva vladavina                                                                      |

### Fanarioti (1711–1821)
| Portret | Vladar                                     | vladavina                               | Rodbina      | Opombe                                                        |
| --- | ------------------------------------------ | --------------------------------------- | ------------ | ------------------------------------------------------------- |
| | Kaimakam Lupu Kostaki                      | 1711                                    |              |                                                               |
| | Ivan Ι. Mavrokordat                        | 1711                                    | Mavrokordato |                                                               |
| | Nicolaj Mavrokordat                        | 1711–1715                               | Mavrokordato | druga vladavina                                               |
| | Mihaj III. Racoviță                        | 1715–1726                               | Racoviță     |                                                               |
| | Gregor II. Gika                            | 1726–1733 1735–1739 1739–1741 1747–1748 | Gika         | prva vladavina                                                |
| | Konstantin Mavrokordat                     | 1733–1735 1741–1743 1748–1749           | Mavrokordato | prvi mandat                                                   |
| Ruska okupacija (1739) (Rusko-Avstrijska-Turška vojna (1735–1739))                                                               |                                            |                                         |              |                                                               |
| | Ivan II. Mavrokordat                       | 1743–1747                               | Mavrokordato | sin of Nikolaja Mavrokordata in brat Konstantina Mavrokordata |
| | Iordache Stavrachi                         | 1749                                    |              |                                                               |
| | Konstantin Racoviță                        | 1749–1753 1756–1757                     | Racoviță     |                                                               |
| | Matej Gika                                 | 1753–1756                               | Gika         |                                                               |
| | Skarlat Gika                               | 1757–1758                               | Gika         |                                                               |
| | Ivan Teodor Kalimahi                       | 1758–1761                               | Kalimahi     |                                                               |
| | Gregor Kalimahi                            | 1761–1764 1767–1769                     | Kalimahi     | prvi mandat                                                   |
| | Gregor III. Gika                           | 1764–1767 1774–1777                     | Gika         | prvi mandat                                                   |
| Ruska okupacija (1769–1774) (Rusko-Turška vojna (1768–1774))                                                                     |                                            |                                         |              |                                                               |
| | Konstantin Moruzi                          | 1777–1782                               | Mourousi     |                                                               |
| | Aleksander Mavrokordat Delibeyj            | 1782–1785                               | Mavrokordato |                                                               |
| | Aleksander Mavrokordat Firaris             | 1785–1786                               | Mavrokordato |                                                               |
| | Aleksander Ipsilanti                       | 1786–1788                               | Ypsilanti    |                                                               |
| Habsburška okupacija (1787–1791) Vojaški poveljnik: knez Josias von Saxe-Coburg                                                  |                                            |                                         |              |                                                               |
| | Emanuel Giani Ruset                        | 1788–1789                               | Rosetti      | imenovan Manole ali Manolache                                 |
| Ruska okupacija (1788–1791) (Rusko-Turška vojna (1787–1792))                                                                     |                                            |                                         |              |                                                               |
| | Aleksander Moruzi                          | 1792 1802 1806–1807                     | Mourousi     | prvi mandat                                                   |
| | Mihaj Sucu                                 | 1793–1795                               | Soutzos      | imenovan tudi Draco                                           |
| | Aleksander Kalimahi                        | 1795–1799                               | Kalimahi     |                                                               |
| | Konstantin Ipsilanti                       | 1799–1801                               | Ypsilanti    |                                                               |
| | Aleksander Sucu                            | 1801–1802                               | Soutzos      |                                                               |
| | Komornik Iordache Conta                    | 1802                                    |              |                                                               |
| | Skarlat Kalimahi                           | 1806 1807–1810 1812–1819                | Kalimahi     | odstavljen od Rusov                                           |
| Ruska okupacija (1806–1812) (Rusko-Turška vojna (1806–1812)) Besarabija je priključena pod vladavino Ruskega Imperija leta 1812. |                                            |                                         |              |                                                               |
| | Aleksander Hangerli                        | 1807                                    |              |                                                               |
| | Kaimakam Iordache Ruset-Roznovanu          | 1807                                    | Rosetti      |                                                               |
| | Kaimakam Metropolit Veniamin Kostache      | 1807–1812 1821                          |              | prvi mandat                                                   |
| | Mihaj Sucu                                 | 1819–1821                               | Soutzos      |                                                               |
| | Stolnici Manu in Rizos-Nerulos             | 1819                                    |              |                                                               |
| | Filiki Eteria okupacija                    | 1821                                    |              | vojaški poveljnik: Aleksander Ypsilantis                      |
| | Kaimakam Štefan Bogoridi (Ștefan Vogoride) | 1821–1822                               |              |                                                               |

### Postfanariotsko obdobje
| Portret | Vladar                       | Vladavina           | Rodbina | Opombe |
| --- | ---------------------------- | ------------------- | ------- | --- |
| | Ivan Sturdza                 | 1822–1828           | Sturdza | |
| Ruska okupacija (1828–1834) Vojaški poveljniki: Fjodor Pahlen, Pjotr Želtuhin, in Pavel Kiseleff                                                                 |                              |                     |         | |
| Vlada po Organskem Statutu (1832–1856) |                              |                     |         | |
| | Mihaij Sturdza               | 1834–1849           | Sturdza | |
| | Gregor Aleksander Gika       | 1849–1853 1854–1856 | Gika    | prva vladavina |
| Ruska okupacija (1853–1854) (Krimska vojna) |                              |                     |         | |
| Protektorat vzpostavljen s Pariško pogodbo (1856–1859) |                              |                     |         | |
| | Izredni Administrativni svet | 1856                |         | |
| | Kaimakam Teodor Balš         | 1856–1857           |         | |
| | Kaimakam Nikolaj Vogoride    | 1857–1858           |         | |
| | Kaimakami                    | 1858–1859           |         | Štefan Catargiu, Vasile Sturdza in Anastasij Panu (Catargiu je odstopil leta 1858 in bil nadomeščen z Ivan A. Kantakuzino) |
| | Aleksander Ivan Cuza         | 1859–1862           |         | vladal tudi Vlaški v personalni uniji kot Združeni kneževini Moldavije in Vlaške.                                          |
| Formalna unija Moldavije in Vlaške leta 1862 kot Romunske združene kneževine. Nova ustava je bila uveljavljena leta 1866, ki je dala deželi uradno ime Romunija. |                              |                     |         | |